# عبد السلام المارديني
عبد السلام المارديني (1200 - 1259 هـ / 1786 - 1843 م) هو مؤرخ ، فقيه ومحدث ، من أهل ماردين.
هو عبد السلام بن عمر بن محمد المارديني المفتي الحنفي. ولد وتوفي بماردين، وولي الإفتاء فيها. من مؤلفاته «تاريخ ماردين» و «أسماء رجال الحديث» و «مختصر معاهد التنصيص».